# چشمه یان‌بلاغ
چشمه یان‌بلاغ (به لاتین: Cheshmeh-ye Yanbolaq) یک منطقهٔ مسکونی در افغانستان است که در ولایت بادغیس واقع شده‌است.